# Synagoge (Prag-Vinohrady)

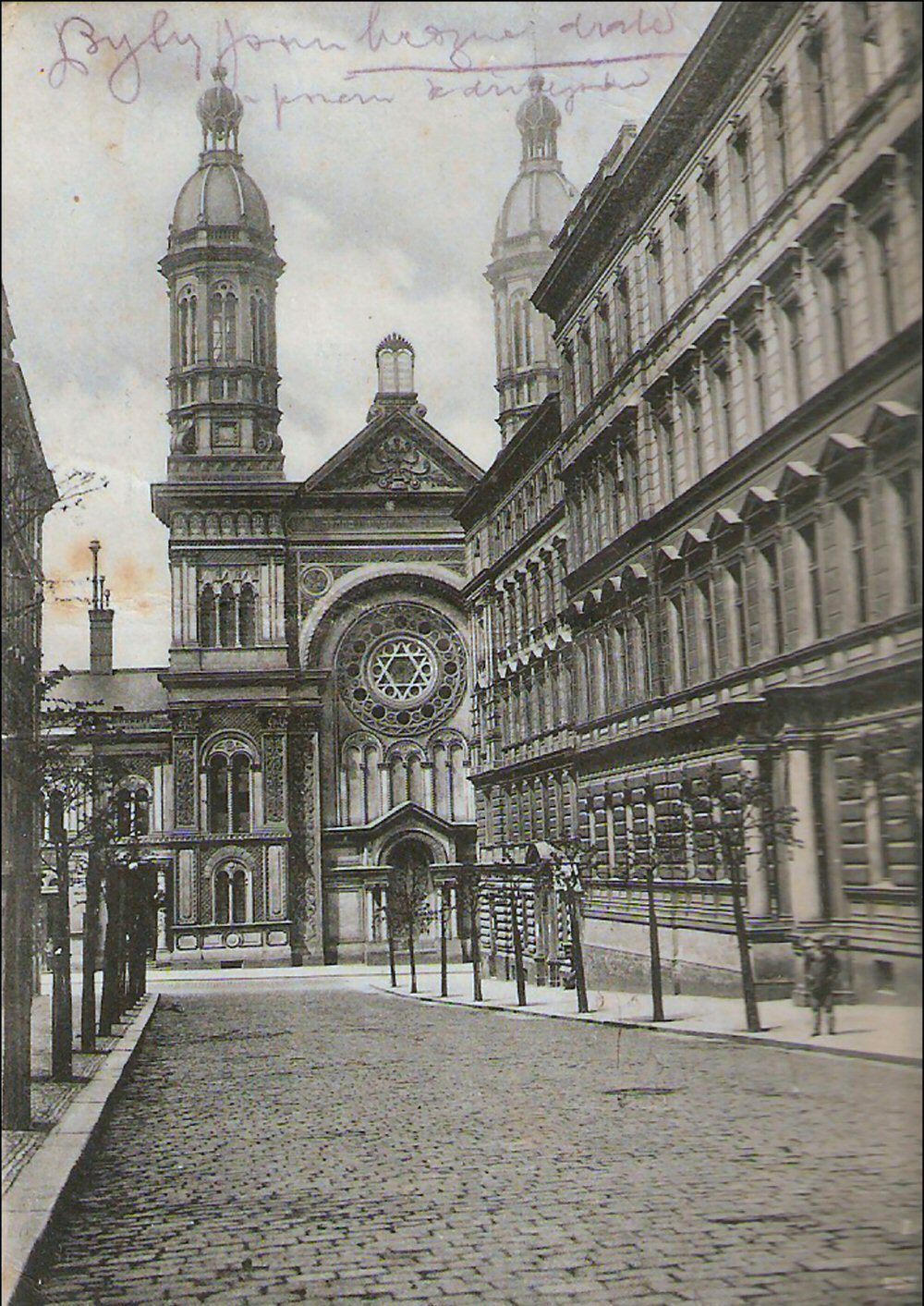
Synagoge Prag-Vinohrady, um 1910

Die Synagoge von Vinohrady (heute ein Stadtteil der tschechischen Hauptstadt Prag) wurde 1896 erbaut, im Zweiten Weltkrieg beschädigt und 1951 abgerissen.

## Geschichte
In der zweiten Hälfte des 19. Jahrhunderts wuchs die Bevölkerung Prags und umliegender Gemeinden. Darunter war der damals selbständige Ort Vinohrady, in dem auch viele Juden siedelten. In 1884 wurde eine erste Synagoge eingerichtet, die aber bald zu klein wurde. Der Wiener Architekt Wilhelm Stiassny bekam den Auftrag zum Bau einer neuen Synagoge. Diese wurde 1896 fertiggestellt. 
Nach der Zerschlagung der Tschechoslowakei wurde die Synagoge von den Deutschen als Warenlager genutzt, wo Pelze, Radios und andere Gegenstände, die Juden nicht mehr besitzen durften, gelagert wurden. Später wurden hier auch die Besitztümer deportierter Juden untergebracht.
Am 14. Februar 1945 wurde das Gebäude bei einem Luftangriff auf Prag der amerikanischen Eighth Air Force schwer getroffen. Dabei brannte die Haupthalle mit den dort gelagerten Gegenständen aus. Der Feuerwehr wurde von den deutschen Besatzungsbehörden verboten, die brennende Synagoge zu löschen.
Die Außenmauern und die Türme waren erhalten geblieben. Es gab verschiedene Überlegungen, was damit passieren könnte. In 1951 wurde (nach dem Februarumsturz von 1948) von den Behörden der vollständige Abriss befohlen.

## Architektur
Das Gebäude mit Seitentrakten (diese wurden absichtlich niedrig geplant, um das Hauptgebäude besser in Erscheinung treten zu lassen) ist im Stil der Neorenaissance erstellt. Die Straßenfront war horizontal und vertikal dreiteilig gegliedert. Zwischen den 60 m hohen achteckigen Türmen war ein Rosettenfenster und darüber ein Tympanon, das von den Gesetzestafeln abgeschlossen wurde. Auf den beiden Türmen befand sich je ein Davidstern auf einem Speer.
Da die Synagoge mit der Ostseite (wo sich der Toraschrein befand) zur Straße hin ausgerichtet war, befand sich hier lediglich ein Blindportal. Die Eingänge waren in den Seitentrakten.
Innen hatte sie neben dem Hauptraum für die Männer auf drei Seiten (außer im Osten) die Frauenempore. Die Synagoge bot Platz für 2000 Gemeindemitglieder und war damit die größte Synagoge im Raum Prag und eine der größten in der Welt.